# Jaleswar
Jaleswar é uma cidade no distrito de Baleshwar, no estado indiano de Orissa.

## Demografia
Segundo o censo de 2001, Jaleswar tinha uma população de 21,382 habitantes. Os indivíduos do sexo masculino constituem 51% da população e os do sexo feminino 49%. Jaleswar tem uma taxa de literacia de 65%, superior à média nacional de 59.5%: a literacia no sexo masculino é de 73% e no sexo feminino é de 57%. Em Jaleswar, 14% da população está abaixo dos 6 anos de idade.